# Naveen Kumar
Naveen Neveen Kumar (ur. 20 grudnia 1989) – indyjski zapaśnik walczący w stylu klasycznym. Zajął szesnaste miejsce na mistrzostwach świata w 2017.
Piąty na igrzyskach azjatyckich w 2022 i ósmy w 2018. Brązowy medalista mistrzostw Azji w 2016. Wicemistrz halowych igrzysk azjatyckich w 2017. Czternasty w indywidualnym Pucharze Świata w 2020. Mistrz Wspólnoty Narodów w 2013, 2016 i 2017 roku. Wicemistrz halowych igrzysk azjatyckich w 2017.